# گراهام اسمیت
گراهام اسمیت (به انگلیسی: Graham Smith (Bermudan swimmer)) (زادهٔ ۳۱ دسامبر ۱۹۸۲) شناگر اهل برمودا است.